# Гиллис, Джеми
Джеми Гиллис (англ. Jamie Gillis; урождённый Джеми Айра Гармен (англ. Jamey Ira Gurman); 20 апреля 1943, Нью-Йорк, — 19 февраля 2010, там же) — американский порноактёр и режиссёр.

## Биография
В 1970 году закончил Колумбийский университет, после чего начал играть в маленьких нью-йоркских театрах, параллельно подрабатывая таксистом. В 1971 году поместил в еженедельнике «The Village Voice» объявление о поиске работы моделью ню, и вскоре начал играть в порнографических короткометражных фильмах (так называемых «петлях»), а затем и в полнометражных.
Благодаря актёрскому мастерству и сексуальной выносливости Гиллис быстро выдвинулся на первые роли, став одним из ведущих актёров эпохи порношика. В 70-х годах, помимо съемок, он выступал в живых секс-шоу и являлся одним из известнейших персонажей нью-йоркской сексуальной субкультуры.
Исполнял главные роли или заметные роли второго плана в таких известных порнофильмах того периода, как «The Private Afternoons of Pamela Mann», «The Opening of Misty Beethoven», «The Story of Joanna», «Through the Looking Glass», «The Ecstasy Girls», «Amanda By Night», «Dracula Exotica», «Vista Valley PTA» и «Roommates». После того, как порно все активней начало распространяться на видео, видеофильмы с участием Гиллиса пользовались такой же популярностью, как кинофильмы. Он по-прежнему активно снимался — как в фильмах нашумевших (например, «New Wave Hookers» 1985 года с участием Трейси Лордз), так и в несметном количестве фильмов менее примечательных. В 1989 году сыграл в фильме Джона Стальяно «Adventures of Buttman», ставшем пилотным для длительного сериала, а также снялся у Эда Пауэрса в первой части сериала «Dirty Debutantes», где партнёршами Гиллиса были молодые актрисы, ранее не имевшие опыта съемки в порно (впоследствии участвовал ещё в нескольких сериях).
В том же году он выпустил на видео фильм «On the Prowl», ставший одним из первых представителей стиля гонзо. В фильме Гиллис вместе с профессиональной порноактрисой ездил в лимузине по Лос-Анджелесу, заговаривал со случайными прохожими и предлагал им заняться сексом с актрисой в машине. Впоследствии Гиллис снял ещё 6 продолжений этого фильма (Бёрт Рейнольдс спародировал роль Гиллиса в данном сериале в фильме «Ночи в стиле буги»).
Гиллис, вероятно, самый разножанровый актёр порнокинематографа. Помимо порномейнстрима, он снимался в БДСМ-фильмах, исполняя в них роли доминирующего (за редким исключением) партнёра; участвовал также в бондаж- и спанкинг-фильмах; кроме того, играл в пользующемся дурной славой фильме «Water Power» 1976 года роль одного из «клистирных бандитов», насилующих женщин и ставящих им клизмы; будучи бисексуалом, появлялся в гей-порно (при этом, однако, не принимая участия в секс-сценах); а под конец карьеры (которую он завершил в 2004 году) переключился на работу в фетишистских фильмах. Также Гиллис снимался и в голливудских фильмах (например, в 1981 году играл в фильме «Ночные ястребы» роль начальника Ирены).
В конце 70-х годов Гиллис жил с порноактрисой Сереной, а в середине 80-х его партнёршей являлась Эмбер Линн. В 1989 году Гиллис поселился в Сан-Франциско, но в 2000 году вернулся в Нью-Йорк.
Умер 19 февраля 2010 года в Нью-Йорке от злокачественной меланомы, диагностированной за четыре-пять месяцев до смерти.
Всего за свою карьеру Гиллис снялся в 658 порнофильмах (включая компиляции).
Занимает 12-ю строчку в списке 50 порнозвёзд всех времен, составленном журналом «Adult Video News» (AVN).
Член Залов славы «Legends of Erotica», AVN и XRCO.

## Избранная фильмография

### Актер
- 1974. Fantasy Girls.
- 1975. Opening of Misty Beethoven.
- 1975. Private Afternoons of Pamela Mann.
- 1975. The Story of Joanna.
- 1976. Through the Looking Glass.
- 1976. Water Power.
- 1977. Радио Барбары.
- 1977. Coming Of Angels.
- 1977. Fiona on Fire.
- 1977. Violation of Claudia.
- 1978. All About Gloria Leonard.
- 1978. People.
- 1979. Ecstasy Girls.
- 1979. 800 Fantasy Lane.
- 1979. Summer Heat.
- 1979. Taxi Girls.
- 1980. Aunt Peg.
- 1980. Dracula Exotica.
- 1980. Ultra Flesh.
- 1980. Undulations.
- 1981. Amanda By Night.
- 1981. Neon Nights.
- 1981. Roommates.
- 1981. Vista Valley PTA.
- 1982. Beauty.
- 1984. Breaking It.
- 1984. Debbie Does Em All.
- 1984. Dirty Girls.
- 1984. Hanky Panky.
- 1984. Insatiable 2.
- 1984. Too Naughty to Say No.
- 1985. Coming Of Angels 2.
- 1985. Ecstasy Girls 2.
- 1985. Erotic City.
- 1985. Lusty Adventurer.
- 1985. New Wave Hookers.
- 1986. Deep Throat 2.
- 1986. Taboo 4.
- 1986. Ten Little Maidens.
- 1986. Baby Face 2.
- 1986. Lust on the Orient Express.
- 1986. Taxi Girls 2.
- 1987. Pretty Peaches 2.
- 1987. Raw Talent 2.
- 1989. Second Skin.
- 1991. Curse of the Catwoman.
- 1992. Captain Butts' Beach.
- 1996. Bobby Sox.
- 1999. Forever Night.

### Режиссёр
- 1989. On the Prowl.
- 1990. Punished Sex Offenders.
- 1990. Takeout Torture.
- 1998. Back on the Prowl.
- 1998. Back on the Prowl 2.
- 1998. Devious Old Gillis.

## Награды

### Актёр
- 1976. Премия AFAA лучшему актёру за фильм «The Opening of Misty Beethoven»[8]
- 1977. Премия AFAA лучшему актёру за фильм «Coming of Angels»[8]
- 1979. Премия AFAA лучшему актёру за фильм «Ecstasy Girls»[8]
- 1982. Премия AFAA лучшему актёру второго плана за фильм «Roommates»[8]
- 1982. Премия CAFA лучшему актёру второго плана за фильм «Roommates»[8]
- 1984. Премия XRCO за лучшую сцену секс-извращения за фильм «Insatiable 2»[9]
- 1987. Премия XRCO лучшему актёру за фильм «Deep Throat 2»[8]
- 1987. Премия XRCO лучшему актёру второго плана за фильм «Baby Face 2»[8]
- 1989. Премия AVN лучшему актёру второго плана в кинофильме за фильм «Pretty Peaches 2»[10]
- 1989. Премия XRCO лучшему актёру за фильм «Second Skin»[8]
- 1997. Премия AVN лучшему актёру в кинофильме за фильм «Bobby Sox»[10]
- 1999. Премия AVN лучшему актёру второго плана в видеофильме за фильм «Forever Night»[10]